# Гейгельський район
Гейге́льський район (азерб. Göygöl rayonu) — адміністративна одиниця на заході Азербайджану. Адміністративний центр — місто Гейгель

## Історія
Район, що називався Нарімановським районом, з центром у селищі Єленендорф створено 8 серпня 1930 року. 1938 року Нарімановський район перейменовано на Ханларський, а центр району, Єленендорф, на місто Ханлар. 25 квітня 2008 року місто Ханлар перейменовано на Гейгель, а район на Гейгельский.
Адміністративним центром району є місто Гейгель.
Гейгель засновано 1819 року німецькими поселенцями з Королівства Вюртемберг під назвою Хеленендорф. Були побудовані вулиці з будинками в німецькому стилі, школа, дитячий садок, музична школа. Головну будівлю нинішнього заводу аграрної промисловості будували як виноробню брати Фохрер, які займалися виробництвом вина і коньяку.
Гейгельський район розташований у гірській і передгірській зоні на заході Азербайджану, за 364 км від міста Баку. Його найвища точка — 3724 метри над рівнем моря. Гейгельський район межує з Самуським районом на півночі, з Геранбойським на сході, з Кальбаджарським на півдні, з Дашкасанським на заході, з Шамкірським на північному заході і з містом Гянджа на півночі. Площа становить 935 700 км2,населення 63 000 осіб.

## Населення
За радянськими переписами 1939 та 1959 років більшість населення району становили вірмени. Попри вірменську більшість і спільний кордон з іншими територіями, включеними до Нагірно-Карабаської автономної області під час її створення, цей район, як і сусідній Шаумянівський, не увійшов до її складу. Протягом радянського періоду вірменське населення району скорочувалося. Після приєднання до Ханларського району 1959 року рівнинного Сафаралієвського району, населеного переважно азербайджанцями, азербайджанці становили більшість населення об'єднаного району. Внаслідок Карабаського конфлікту вірмени, що залишалися в районі, мусили покинути рідні місця. Нині населення району практично повністю становлять азербайджанці.
| Рік  | Азербайджанці | %    | Вірмени | %    | Росіяни | %   | Німці | %   | Разом  |
| ---- | ------------- | ---- | ------- | ---- | ------- | --- | ----- | --- | ------ |
| 1939 | 9191          | 21,4 | 27 316  | 63,5 | 2212    | 5,1 | 2706  | 6,3 | 43 046 |
| 1959 | 13 063        | 40,1 | 16 845  | 51,7 | 1348    | 4,1 |       |     | 32 592 |
| 1970 | 52 499        | 72,9 | 16 247  | 22,6 | 1707    | 2,4 |       |     | 71 991 |
| 1979 | 60 158        | 78,5 | 13 975  | 18,2 | 1208    | 1,6 |       |     | 76 628 |

## Адміністративні округи
У Гейгельському районі 27 адміністративно-територіальних одиниць, місто Гейгель, 5 міст Ханлар, Гизилгая, Гаджимелік, Ашагі Зурнабад і Фірузабад, 39 сіл, серед яких Балчіли, Гушгара, Чайли, Молладжалліллі і Топалхасанли.

## Клімат
Кліматичні показники Гейгельського району варіюються залежно від висоти. Вологий субтропічний клімат домінує і супроводжується холодним напівпосушливим, теплим вологим континентальним і гарячим вологим континентальним.
Середньорічна температура в районі становить 12,4 °C, середньорічна кількість опадів — 424 мм.

## Природа
Гейгель і 7 ідентичних озер — Маралголь, Заліголь, Агголь, Шамліголь, Ордекголь, Джейрангол і Гараголь розташовані на території району. Озеро Гейгель розташоване на передгір'ї гори Капаз на висоті 1556 м. Довжина озера становить 2450 м, а його ширина — 595 м, найглибша точка — 95 м.
Маралголь розташоване на висоті 1902 метри над рівнем моря. Воно має площу 23 гектари з найглибшою точкою 60 метрів. Озеро оточене субальпійськими луками.
Основними річками, що протікають по району, є Курекчай, Гянджачай і Гошгархай. Річка Курекчай найдовша з довжиною 108 км. Друга за довжиною річка — Гянджачай з довжиною 98 кілометрів. Річки переважно використовуються для зрошення. Рівень води у річках збільшується влітку.

## Пам'ятки
На території району розташована археологічна пам'ятка епохи неоліту Гіллікдаг, що був колись стоянкою первісних людей.

## Культура
В районі є 15 культурних центрів, 41 бібліотека, 2 музичні школи, 2 музеї — музейний центр ім. Гейдара Алієва і музей історії та етнографії, а також 3 парки.
В районі є низка історичних будівель, таких як замок на півдні від села Зурнабад (12-е століття), гробниця, що відноситься до 16-го століття в селі Гушгара, Храм Анаїд (16 століття), церква Святої Марії у селі Чайкенд, Німецька лютеранська церква (1854—1857) в Гейгелі, церква Гавриїла (1674 р.) тощо.

## Інфраструктура
В районі 5 мостів: міст Аг, який відноситься до 12 століття в селі Топалхасанли на річці Гянджачай, мости Біргозлу й Ікігозлу (16-е століття) в селі Дозулар і відповідно в місті Гейгол на річці Курекчай і Гянджачай, міст Учгозлу (1896 рік) у селі Учтепе на Гянджачаї і Кам'яний міст з двома арками.

## Національний парк Гейгель
Національний парк Гейгель був заснований у квітні 2008 року на базі Державного природного заповідника Гейгель, створеного 1925 року на територіях Гейгельського, Геранбойського і Дашкесанського адміністративних районів.
Національний парк Гейгель розташований на висоті від 1100 до 3065 метрів. Він має загальну площу 12755 га, зокрема 6739 га державного заповідника Гейгель, 1577 га лісів, 3909 га Гейгельского району, 300 га Дашкесанського району та 230 га Горанбойського району.
В лісі національного парку «Гейгель» є 76 видів дерев і чагарників, зокрема бук східний, дуб східний, граб кавказький, гачкуваті сосни, берези, гостролистий клен, шипшина, ожина, ліщина звичайна і мушмула. Фауна Національного парку відрізняється різноманітністю: кавказькі олені, козулі, борсуки, лісові коти, соболі, рисі, зайці, білки, лисиці, їжаки, сірі куріпки тощо.

## Адміністративний устрій
В районі діє 30 муніципалітетів:
- Муніципалітет Гейгель — охоплює Гейгель та селище Гизилгая.
- Муніципалітет Гаджимелік — охоплює селище Гаджимелік.
- Муніципалітет Топалгасанлі — охоплює село Топалгасанлі.
- Муніципалітет Молладжаліллі — охоплює село Молладжаліллі.
- Муніципалітет Хагані — охоплює селище Хагані.
- Муніципалітет Тулаллар — охоплює село Тулаллар.
- Муніципалітет Чайкенд — охоплює село Чайкенд.
- Муніципалітет Балчили — охоплює село Балчили.
- Муніципалітет Наділ — охоплює село Наділ.
- Муніципалітет Гиригли — охоплює села Гиригли, Гачагая і Саркар.
- Муніципалітет Джумшудлу — охоплює село Джумшудлу.
- Муніципалітет Гизилджа — охоплює села Гизилджа, Данаєрі і Ялгишлаг.
- Муніципалітет Ашигли — охоплює село Ашигли вя Кешкю.
- Муніципалітет Гушгара — охоплює села Гушгара, Бахрамкенд, Самадлі.
- Муніципалітет Алімадатлі — охоплює село Алімадатлі
- Муніципалітет Учтапа — охоплює село Учтапа та селище Фірузабад.
- Муніципалітет Тоган — охоплює села Тоганли і Азгіллі.
- Муніципалітет Шахріяр — охоплює село Шахріяр.
- Муніципалітет Керемлі — охоплює село Керемлі.
- Муніципалітет Зурнабад — охоплює село Зурнабад, селища Ашаги Зурнабад і Гянджа.
- Муніципалітет Учбулаг — охоплює село Учбулаг.
- Муніципалітет Сарису — охоплює село Сарису.
- Муніципалітет Гарабулаг — охоплює село Гарабулаг.
- Муніципалітет Гушчу — охоплює село Гушчу.
- Муніципалітет Чайли — охоплює село Чайли.
- Муніципалітет Панахлилар — охоплює село Панахлилар.
- Муніципалітет Дозулар — охоплює село Дозулар.
- Муніципалітет Єні-Зод — охоплює село Єні-Зод.
- Муніципалітет Михайловка — охоплює село Михайловка.
- Муніципалітет Гойчакенд — охоплює село Гойчакенд.